# Libor Pimek
Libor Pimek (* 3. srpna 1963 Most) je bývalý
československý a později belgický profesionální tenista. Během své kariéry vyhrál 1 turnaj ATP v dvouhře a 17 ve čtyřhře.

## Sportovní kariéra
S tenisem začal v šesti letech. V roce 1979 vyhrál mistrovství ČSSR do 18 let ve dvouhře, následně reprezentoval do roku 1983 zemi v Galeově poháru. Byl hráčem SPS Přerov, se kterým v letech 1982 a 1984 zvítězil na mistrovství ČSSR smíšených družstev. V roce 1984 byl součástí československého družstva, které triumfovalo na Kings Cupu. Roku 1983 se stal členem československého daviscupového týmu, ve kterém premiérové utkání odehrál proti Sovětskému svazu, od roku 1991 hrál za belgické družstvo.
V roce 1982 vyhrál turnaj v Ostende, o rok později se probojoval do semifinále v Lisabonu a vyhrál čtyřhru v Nice spolu s Božleanem. Nejsilnější složkou hry byly agresivní topspinové údery od základní čáry.
Oženil se s rodilou Belgičankou Anne-Marie, žijí v Antverpách.

## Finálové účasti na turnajích ATP (31)

### Dvouhra: 2 (1–1)
| Stav      | Č. | Datum             | Turnaj           | Povrch | Soupeř ve finále | Výsledek finále     |
| --------- | -- | ----------------- | ---------------- | ------ | ---------------- | ------------------- |
| Vítěz     | 1. | 20. květen 1984   | Mnichov, Německo | antuka | Gene Mayer       | 6–4, 4–6, 7–6, 6–4  |
| Finalista | 1. | 24. listopad 1985 | Vídeň, Rakousko  | tvrdý  | Jan Gunnarsson   | 7-6 2-6 4-6 6-1 5-7 |

### Čtyřhra – prohry (12)
| Č.  | Datum           | Turnaj                   | Povrch  | Partner            | Vítězové                        | Výsledek    |
| --- | --------------- | ------------------------ | ------- | ------------------ | ------------------------------- | ----------- |
| 1.  | 23. září 1984   | Ženeva, Švýcarsko        | antuka  | Tomáš Šmíd         | Michael Mortensen Mats Wilander | 1-6 6-3 5-7 |
| 2.  | 22. září 1985   | Bordeaux, Francie        | antuka  | Blaine Willenborg  | David Felgate Steve Shaw        | 4-6 7-5 4-6 |
| 3.  | 17. únor 1991   | Brussels, Belgie         | koberec | Michiel Schapers   | Todd Woodbridge Mark Woodforde  | 3-6 0-6     |
| 4.  | 11. srpen 1991  | Praha, Československo    | antuka  | Daniel Vacek       | Vojtěch Flégl Cyril Suk         | 4-6 2-6     |
| 5.  | 8. březen 1992  | Kodaň, Dánsko            | koberec | Hendrik Jan Davids | Nicklas Kulti Magnus Larsson    | 3-6 4-6     |
| 6.  | 20. září 1992   | Kolín nad Rýnem, Německo | antuka  | Ronnie Bathman     | Horacio de la Peña Gustavo Luza | 7-6 0-6 2-6 |
| 7.  | 1. srpen 1993   | Hilversum, Nizozemsko    | antuka  | Hendrik Jan Davids | Jacco Eltingh Paul Haarhuis     | 6-4 2-6 5-7 |
| 8.  | 28. květen 1995 | Bologna, Itálie          | antuka  | Vince Spadea       | Byron Black Jonathan Stark      | 5-7 3-6     |
| 9.  | 25. červen 1995 | St. Pölten, Rakousko     | antuka  | Byron Talbot       | Bill Behrens Matt Lucena        | 5-7 4-6     |
| 10. | 19. květen 1996 | Řím, Itálie              | antuka  | Byron Talbot       | Byron Black Grant Connell       | 2-6 3-6     |
| 11. | 9. březen 1997  | Rotterdam, Nizozemsko    | koberec | Byron Talbot       | Jacco Eltingh Paul Haarhuis     | 6-7 4-6     |
| 12. | 3. srpen 1997   | Amsterdam, Nizozemsko    | antuka  | Andrew Kratzmann   | Paul Kilderry Nicolás Lapentti  | 6-3 5-7 6-7 |